# F-2に関連する作品の一覧

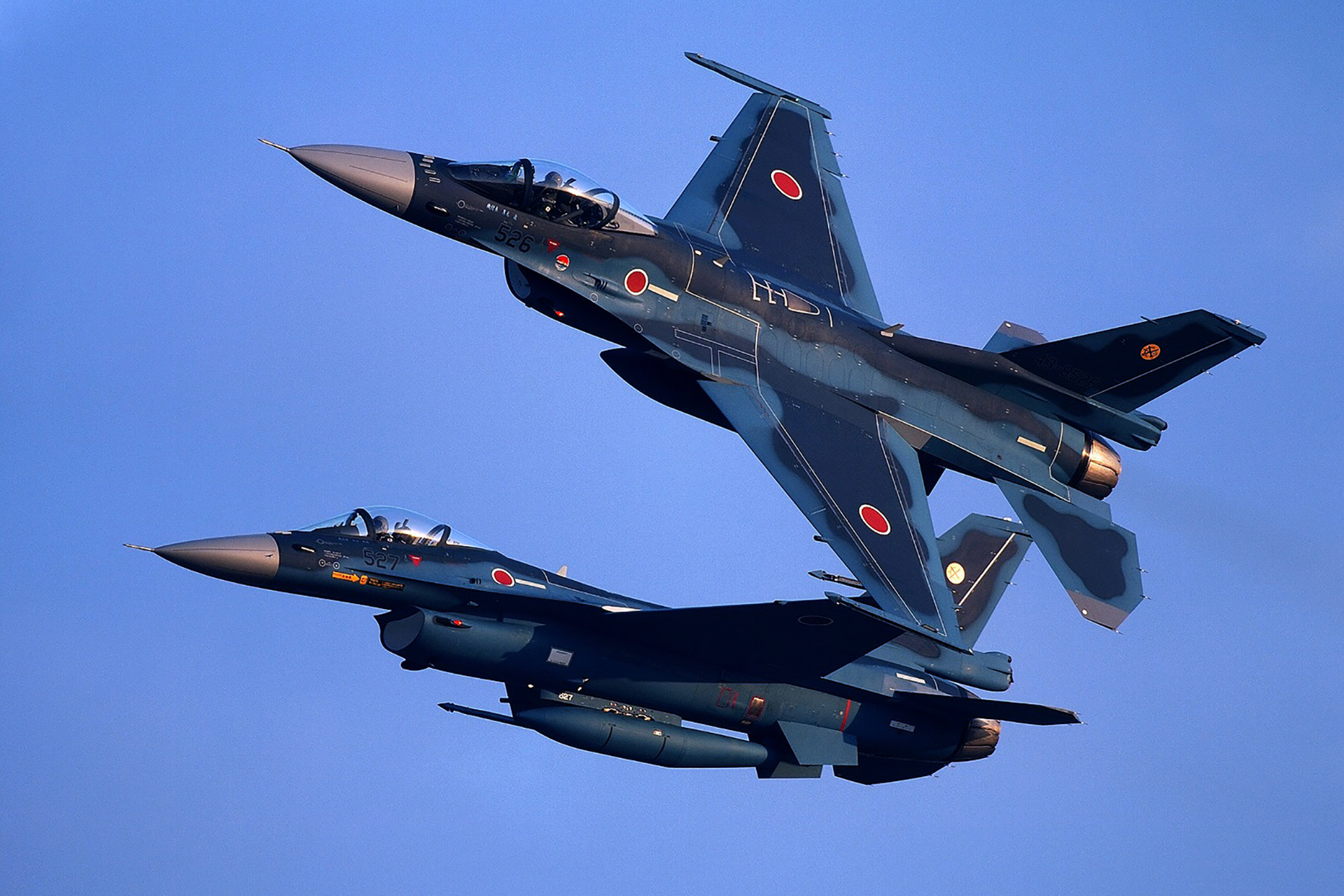
F-2A

F-2に関連する作品の一覧（F-2にかんれんするさくひんのいちらん）は、日本の航空自衛隊が運用する戦闘機、F-2戦闘機に関連する作品の一覧である。作品がマルチメディア展開している場合は、原則として初登場した作品を記載している。
便宜上、F-16 ファイティングファルコンを母体としたFS-X原案や自主開発案（三菱案、五社案）として公表されたものも含まれている。

## 映画
『THE NEXT GENERATION パトレイバー 首都決戦』
コールサインを「プリースト」とするA型が2機登場。東京を襲撃した架空の攻撃ヘリコプター「AH-88J2改 グレイゴースト」を迎撃すべく出撃し機関砲で攻撃しようとするが、速度差により照準がつけられず攻撃に失敗し、上空待機を命じられる。その後、東京ゲートブリッジ上に展開している特車二課を支援するよう命令を受け、グレイゴーストが高度を上げられない様ゲートブリッジ上空を飛行する。
『ゴジラシリーズ』
『ゴジラ×メカゴジラ』
制空迷彩を施した架空仕様のA型が登場。コールサイン「イエロー」とする部隊が、品川沖から上陸しようとするゴジラを空対艦ミサイルで攻撃するが効果はなく、放射熱線による反撃を受け、全機が撃墜されてしまう。
登場する機体はCGで描かれている。
『シン・ゴジラ』
三沢基地第8飛行隊所属のA型が登場。ゴジラの東京都内侵入を防ぐために行われたB-2号計画「タバ作戦」に投入され、フェイズ3にて、多摩川丸子橋緑地付近のゴジラをJDAMで2波に渡り空爆する。しかし、硬い体皮によって弾かれたため体内で爆発せず、有効打とはなり得なかった。
『ゴジラ迎撃作戦』
プレシアターに登場。国立ゴジラ淡路島研究センター（NIGOD）の淡路島特別基地に配備されており、淡路島で行われる「ゴジラ迎撃作戦」に参加する。海上のゴジラをフレアを用いて淡路島へ誘導。その後は定置爆破によって動きを止められたゴジラの口腔へG細胞活動抑制弾を投下し、活動を停止させる。
『長髪大怪獣ゲハラ』
防衛隊の戦闘機として登場。陸上部隊に撃退されて金沢市から逃走したゲハラに対し、山中で空爆を加える。
『非常宣言』
A型が登場。機内でのバイオテロ発生後、緊急着陸のため成田空港を目指すスカイコリア501便（ボーイング 777）を領空侵犯と見なして発進し、日本領空からの退去を命じるとともにミサイルおよび機関砲による威嚇射撃などを行う。
『亡国のイージス』
実物が日本映画初登場。三沢基地所属でコールサインを「バフ」とする2機のA型が、反乱を起こした架空のイージス護衛艦「いそかぜ」を攻撃すべく、特殊焼夷弾「テルミット・プラス」を搭載して出撃する。
なお、小説版での同様のシーンにはF-15Jが登場して2回攻撃を行っているが、映画版では1回目の攻撃が省略されている。

## テレビドラマ・オリジナルビデオ
『SFX巨人伝説ライン』
第10話に名前のみ登場。怪獣バグズン攻撃のための準備射撃第1波として、F-2による徹甲爆弾を用いたバグズン爆撃が計画されるが、バグズン体内の放射能量が極めて高いことが判明したため、攻撃は中止される。
『ウルトラマンガイア』
作品中には登場しないが「防衛隊初の女性F-2パイロット」という設定のキャラクターが存在する。

## アニメ・漫画
『To LOVEる -とらぶる-』
テレビアニメ版第25話に登場。突如として襲来したデビルーク王座乗の宇宙船を撃退すべく出撃し、宇宙船に対してミサイル攻撃を行うが全弾迎撃されたため、戦術的離脱を行う（敵前逃亡は厳禁であるためその方法が主流だった）。
『イノセント・ヴィーナス』
中盤から最終回にかけて国防軍の主力戦闘機として登場。一部は空母の艦載機として運用されている。
『うちのメイドがウザすぎる!』
主人公の鴨居つばめは元F-2パイロット（一等空曹）であり、テレビアニメ第1話冒頭の回想シーンではF-2Bの2機の編隊離陸が描かれる。
『幼なじみが絶対に負けないラブコメ』
テレビアニメ版第3話に登場。文化祭中の穂積野高校上空を3機編隊で飛行している。
『オメガ7』
第5巻にA型が登場。尖閣諸島へ侵攻する中国海軍の艦隊を迎撃すべく出撃し、93式空対艦誘導弾で攻撃する。
『ガーリー・エアフォース』
後述する原作小説と同様に、少女型の自動操縦機構「アニマ」を伴う一種の無人戦闘機「ドーター」に改修された機体が登場。那覇基地に配備されている。
アニマ達の中でも特殊な存在で、そのコアも不安定でありEGGも一定していない。観測者（人間）からの外見が確定せず、オリジナルの実態はあるが観測することができず「見る」相手によってその外観が変化する（カメラなどの観測機器を用いても同様）。
戦闘能力は高く、日本の保有する他のアニマに比べ対地攻撃能力にも優れる。グリペン曰く「対艦ミサイル4発積めるような戦闘機は変態」。
『機動警察パトレイバー 2 the Movie』
作品の製作時は制式名称が選定中だったため、「F-16J」支援戦闘機という名称で（名前のみ）登場。横浜ベイブリッジが爆破された時の映像に写っていた事から、自衛隊によるベイブリッジ爆撃疑惑が持ち上がる（機体は映像加工で作られたものであり、実際の爆撃は在日米軍のF-16改によって行われた）他、北部航空方面隊第3航空団第8飛行隊のF-16J、コールサイン「ワイバーン」（実際は在日米軍とのデータリンクからBADGEシステムへのハッキングで作られた幻）が三沢基地より首都圏へ向けて侵攻したために、百里基地第204飛行隊「ウィザード03」と小松基地第303飛行隊「プリースト21」のF-15改 イーグルプラス 要撃機がスクランブルを行う事態となるが、いずれの場合も仮想上の存在として登場するだけで、実体としては登場しない。
『空想科学大戦!』
単行本3巻第4話に登場。都市部で暴れ回る巨大ロボット「ニセカガクゴー」を攻撃すべく出撃するが、反撃を受けて全機が撃墜されてしまう。
『クレヨンしんちゃん 伝説を呼ぶブリブリ 3分ポッキリ大進撃』
A型が2機登場、終盤にて、東京に出現した怪獣「ゴロドロ」を迎撃すべく出撃し、空対艦ミサイルで攻撃するが全て躱されてしまった上、触手による反撃を受けて撃墜される。この際、パイロットは脱出に成功している。
『最終兵器彼女』
三沢基地所属機が登場。冒頭にて、札幌を空襲する国籍不明の爆撃機を迎撃する。
『終末トレインどこへいく?』
第5話に自衛隊（劇中では単に兵隊と呼ばれている）所属の1機が登場。稲荷山公園駅付近の航空自衛隊基地の機体で、異変によって街や基地、人員ともども異常に小さくなってしまっている。基地を襲撃してきた玲実を迎撃し、機関砲と93式空対艦誘導弾で攻撃するが、街の外から来た玲実には攻撃が小さすぎて効かなかった。さらに発射したミサイルを投げ返され、片翼を失い墜落する。搭乗員はベイルアウトした。
『絶園のテンペスト』
日本国防空軍の戦闘機として登場。三沢・築城基地所属機が、陸海空三軍による合同演習と見せかけた「絶園の樹」攻撃作戦に投入され、絶園の樹を93式空対艦誘導弾で攻撃するが、新たに接近した絶園の果実の影響でパイロットが金属化し、全機が墜落。その後全世界で活動を開始したはじまりの樹を攻撃するために出撃するが、1機たりとも戻ってくる事は無かった。しかし、飛行隊が全滅した訳ではないようで、世界から争い事が無くなった後も都市上空を飛行していく姿が確認されている。
『ゼロの使い魔F』
第12話にA型が登場。垂直尾翼には架空の部隊マークが描かれており、航空阻止任務用の武装を搭載している。作中では、日本に置き去りにされた平賀才人が自衛隊基地から持ち出し、そのままハルケギニアへと赴くと、搭載するミサイルでエンシェントドラゴンを攻撃する。そして、ミサイルを使い切ると機体を突撃させてエンシェントドラゴンを退治し、ハルケギニアの危機を救った。
なお、作中で平賀才人は酸素マスクと耐Gスーツを装着しないまま操縦しているが、現実では大変危険な行為である。
『地球防衛企業ダイ・ガード』
航空自衛隊から国連安全保障軍に参加している戦闘機として登場。カナードを有するF-16 ファイティングファルコンとして描かれており、制空迷彩に塗装されている。第1話・第19話・第20話・第24話にてヘテロダインを迎撃し、第20話では第2航空団所属機が上空に逃げ去ったヘテロダインを撃墜する。また、第19話ではヘテロダインと誤認して某国の早期警戒管制機をロックオンし、国際問題に発展してしまった事もあった。
『天神-TENJIN- イーグルネスト』
作中で行われる戦技競技会（戦競）にて、主人公側の友軍機として登場。三沢基地から空対艦ミサイルを搭載し4機編隊で仮想敵艦隊を撃破する任務を負う。主人公のチームはF-15でF-2の護衛を任務とする。
『トランスフォーマー 超神マスターフォース』
第18話に制空迷彩を施した架空仕様が登場。冒頭にて、シックスナイトを迎撃すべく出撃する。
広義では1993年公開の『機動警察パトレイバー 2 the Movie』よりも先にアニメ作品に登場した事になる。
『超ロボット生命体 トランスフォーマー プライム』
ディセプティコンの航空参謀であるスタースクリームが変形する。実物とは異なる塗装が施されており、翼下にはパイロンがなく、トランスフォーマーなのでVTOL機のように垂直離着陸が可能となっている。
『ひそねとまそたん』
築城基地所属のドラゴン（OTF）がF-2Aに擬態。第6話で「ノーマ」と愛称が与えられた。
『ぶらどらぶ』
第4話に中部航空方面隊所属のコールサイン「ウィザード01」と、小松基地第303飛行隊所属のコールサイン「プリースト23」として登場。血泥町上空に出現したサラマンダーに対してスクランブルし攻撃を行うが、複数機が反撃によって撃墜されている。
なお、登場シーンは上述の『機動警察パトレイバー 2 the Movie』のセルフパロディとなっている。
『ぼくらの』
第7話に「60式改支援戦闘機」として登場。情報収集を主要任務としており、大型のドーサルスパインとエアインテーク下部にカナード翼を取り付ける改修がなされている。
単行本4巻の「ぼくらのおまけ メカニック解説編」によれば、作品の舞台となっている2030年前後においては「対空戦闘に使われる」ことはまずないようである。なお、この作品での兵器の型式名称は皇紀で表記されており、「60式」の名称はF-2が実戦配備された西暦2000年=皇紀2660年から来ている。
『まりかセヴン』
三沢基地所属のコールサイン「サラマンダー」とする機体がたびたび登場。第13話では暴食怪獣「モルバリク」に、第16話では甲殻機動獣「ギガザ」に対してASM-3対艦ミサイルによる攻撃を行う。第23話では火焔怪獣「コングレン」を迎撃すべく2機が出撃し、戦闘に乱入したシュヴァルツもろともASM-3で攻撃しようとしたが、アメリカ軍からの要請を受けて撤収する。
『ラーゼフォン』
航空自衛隊と首都防衛軍の戦闘機として架空の派生型である「F-2C改 極光改」が登場。FS-X三菱案を発展させたもので、空自機は洋上迷彩、首都防衛軍機は制空迷彩に塗装されている。
『リーンの翼』
アニメ版に制空迷彩仕様機が登場。パブッシュ艦隊を迎撃する。
『レイド・オン・トーキョー』『バトルオーバー北海道』
FS-X原案時のF-16 ファイティングファルコンのエアインテークの下にカナード翼を取り付けた機体が登場。日本に侵攻してきたソ連軍を迎撃する。
『ろりぽ∞（アンリミテッド）』
総理専用機「みのりちゃんF-2」として登場。複座型でカラーリングは試作機のものと同様である。機体番号は「63-1101」（実際に存在する機体番号「63-8101」との意味の違いは「輸送機か戦闘機か」である）。

## 小説
『空母三国志―日中激突2013』
海上自衛隊の戦闘機として架空の派生型である「F-2C」が登場。FA-3C 心神改の補助としてB型を『真・日本艦隊』に登場したCV型と同様に再設計されている。
『迎撃せよ』
飛行開発実験団所属のA型が登場。試作空対艦ミサイル「XASM-3」を4発搭載した状態でテロリストに強奪され、日本政府に対する脅迫の道具として利用される。
『時空大戦 漂流自衛隊1945』
マリアナ諸島にある米軍基地を空爆する。
『時空連合自衛隊』（文庫名：『超時空自衛隊』）
航空自衛隊の戦闘機として架空の派生型である「F-2C」が登場。エンジンの出力増加や中距離空対空ミサイルの運用能力獲得などを行い、空対空戦闘能力を向上させている。
作中では、西日本で演習中だった第5航空団第301飛行隊所属機などが、突如として第二次世界大戦時へタイムスリップしてしまい、日本に襲来するB-29の大編隊や、同様にタイムスリップしたアメリカ海軍のF/A-18 スーパーホーネットと激しい戦闘を繰り広げる。
『真・日本艦隊』（文庫名：『時空自衛軍1947』）
海上自衛軍の戦闘機として架空の派生型である「F-2CV」が登場。空母への発着艦に耐えられるよう主翼を大型化・折り畳み構造とし、材質や構造を見直す等各部を改修・強化されている。
『超次元自衛隊』
航空自衛隊の戦闘機として架空の派生型である「F-2C/D」が登場。C型は偵察用ポッドを搭載した偵察機型で、D型は『時空連合自衛隊』に登場したC型と同仕様である。
作中では、隕石の落下で発生した時空の亀裂から第二次世界大戦に介入して歴史を修正する、極秘作戦「オペレーション・タイムレヴォルーション」に第302飛行隊所属機などが投入され、日本に襲来するB-29の大編隊や、この計画を阻止しようとするアメリカが同様に第二次世界大戦時へ送り込んだF-22 ラプターなどと激しい戦闘を繰り広げる。
『日中尖閣戦争』
三沢基地第8飛行隊所属のA型が登場。F-4EJ改とともに出撃し、93式空対艦誘導弾で中国海軍の艦隊を攻撃する。
『黎明の笛』
飛行開発実験弾所属のA型が登場。終盤にて、韓国空軍のF-15K スラムイーグルと空戦を繰り広げる。
『日本国召喚』
航空自衛隊の戦闘機としてF-15J改と共に登場。全編にわたり、航空自衛隊ほぼ唯一の攻撃戦力として対地・対艦攻撃に活躍する。
『ガーリー・エアフォース』
主要メカニックとして、那覇基地所属のF-2A-ANM、バイパーゼロとして登場する。
グリペンから変態呼ばわりされる。
『対馬奪還戦争』
航空自衛隊第6飛行隊所属機が登場。1巻終盤にてASM-3、93式空対艦誘導弾で韓国海軍の艦隊を攻撃する。

## ゲーム

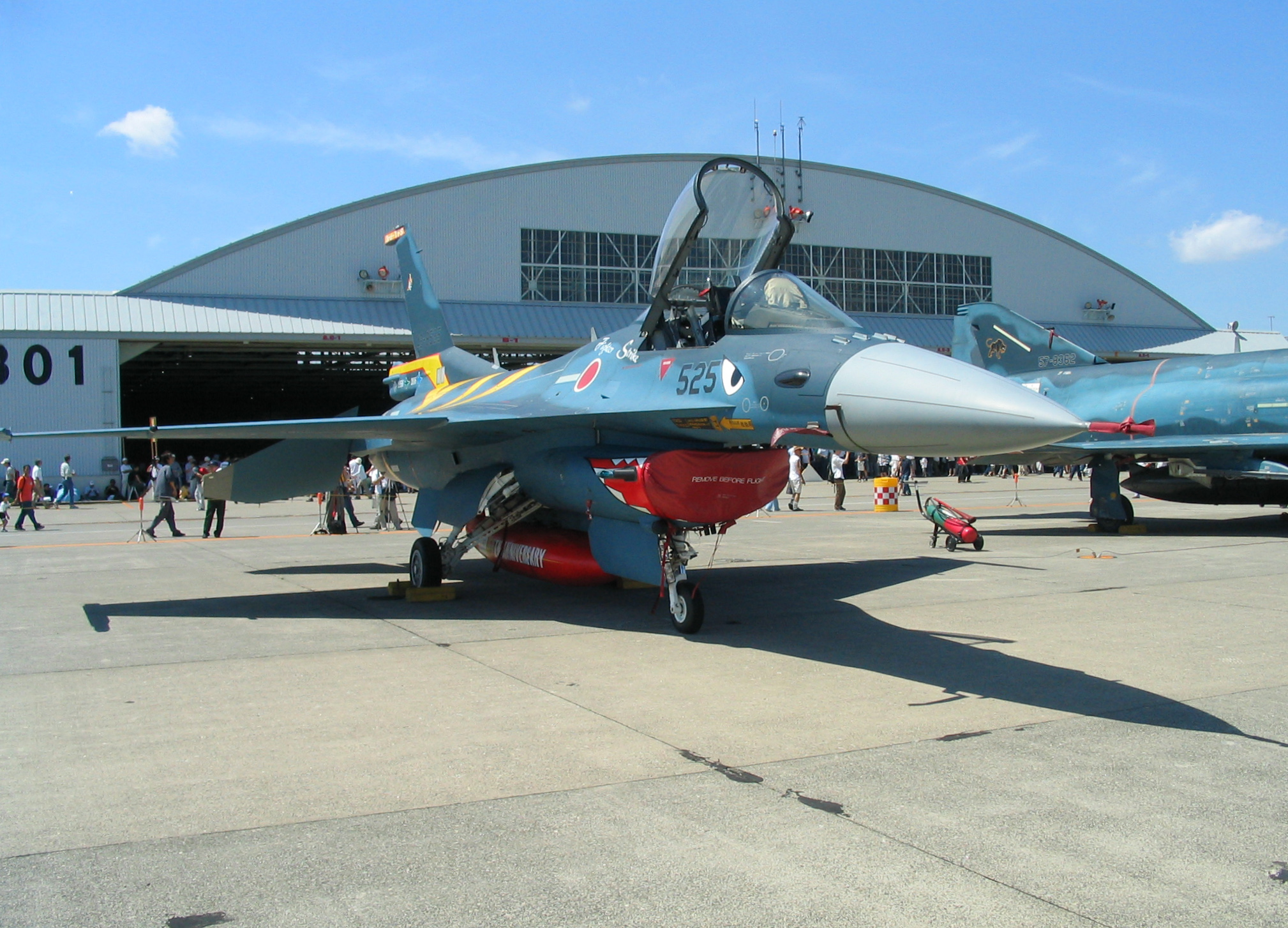
第3飛行隊開隊50周年塗装

『エースコンバットシリーズ』
『エースコンバット04』以降の各作品で、F-2Aがプレイヤー使用機および敵機として登場する。『エースコンバット2』でも「JF-2」の名称でCPU専用機体として登場する。特殊兵装システムが実装された『エースコンバット04』以降では、特殊兵装の一つとしてLASM（長距離空対艦ミサイル）が用意されている。また、『エースコンバット7』では、DLCとしてF-2スーパー改が配信されている。
『エースコンバット04』のプレイヤー機と同じ「118号機のF-2」は存在するが、複座型のF-2Bである。『エースコンバット5』のスペシャルカラーとして登場した機体はブルーインパルスを意識していたようで、攻略本に掲載されたインタビューの中で製作スタッフが「ブルー…」と言いかけて突然咳き込む一幕も存在する。また、『エースコンバットAH』と『エースコンバット∞』『エースコンバット7』では、試験1号機の他、記念塗装を再現した機体が登場している。
『エアロダンシングシリーズ』
全作品に登場し、使用できる。『エアロダンシング i』以降の作品では作品内で最強と言われている。なお、ゲーム自体に各種対艦ミサイルの実装はされていない。『エアロダンシング F』発売時にハセガワからタイアップ商品としてゲームに登場するカラースキームを再現した商品が限定版として発売された。このときの機体の塗装はXF-2の試作4号機に準ずる物であったが、一部の専門誌ではこの塗装が量産されたF-2の標準塗装になるのではないかという憶測が公開されていた。
『War Thunder』
「Leviathans」でF-2Aが実装。AAM-4やASM-1やASM-2、AAM-3などが運用可能。
『エナジーエアフォース Over G』
プレイヤーが搭乗できる機体の1つとしてF-2A/Bが登場し、AAM-4の運用能力は無いが、AAM-5、GCS-1、ASM-1、ASM-2、ロケット弾などが運用可能。機体の塗装は標準的な物と第3飛行隊開隊50周年塗装を模した物の他に、グレーで塗装されたF-2邀撃仕様とブルーインパルス仕様のアクロバット対応機が登場する。なお、実機のF-2の配備計画では、F-4更新用FXとしては発展余地がないことを理由に、ブルーインパルスへの配備は時期尚早として却下された経緯がある。
『凱歌の号砲 エアランドフォース』
日本を占拠した自衛隊の機体として登場。プレイヤーも購入して使用できる。
『空戦乙女☆ヴァージンストライク』
機体そのものではなく擬人化したF-2の空乙女が複数登場している。
『群青の空を超えて』
日本が東西に分かれて内戦状態にある世界において、主人公側の勢力と対峙する関西政権軍（航空自衛隊）所属機として登場。調達数削減が行われた現実と異なり130機が調達されており、飛行教導隊にも配備されているという設定を持つほか、派生型として海上自衛隊が保有する仮設空母（大型タンカー用船殻流用）用の艦載機型の開発も噂されている。
『鋼鉄の咆哮シリーズ』
日本型の艦載機として登場する。
『スーパー特撮大戦2001』
TDF所属機として登場。日の丸や洋上迷彩などの塗装は自衛隊機と同一。プレイヤーも操作可能。
『戦闘国家』
戦闘攻撃機として登場。空対空装備の他にASM-2もしくは無誘導爆弾を搭載する。
『ソニックウィングスシリーズ』
当時開発中だったFS-Xとして登場。カナード翼が付いているなど、計画初期の国産案に近いデザインとなっている。
『大戦略シリーズ』
戦闘攻撃機として洋上迷彩仕様が登場。空対空装備の他にASM-2もしくは1,000lb無誘導爆弾を搭載する。
一部のフライトシミュレーションやFPSの私家版拡張パックにF-2が含まれているものも存在する。
『トムクランシーズ H.A.W.X.シリーズ』
H.A.W.X.においては航空自衛隊の戦闘機として登場。しかし、コックピット内部を含む造形がF-16 ファイティングファルコンそのままであったりと、再現度は低い。次作のH.A.W.X.2においては改善されている。
『ベヨネッタ3』
トレーラーに航空自衛隊所属のF-2が登場。不明生物による無差別攻撃を受けた渋谷の上空を飛行している。
『マブラヴ オルタネイティヴ』
日本の国産戦術機（全長20m近い人型機動兵器）である94式戦術歩行戦闘機「不知火」のモデルになっている。また、00式戦術歩行戦闘機「武御雷」は原作者によるとF-3戦闘機をイメージしているとのこと（そのためか戦術ドクトリンに共通点がある）。
基本的に史実の航空機に基づいた設定を持つ本作品だが、機体の高性能化を求めたためかベースはF-16ではなくF-15となっているが、高機動力の機体に大火力ミサイルという点は共通している。拡張性は低い。
『萌え萌え大戦争☆げんだいばーん』
自衛隊に所属するキャラクターのサポートユニットとして登場。また、鋼の乙女の1人「碧」はF-2がモデル。
『モダンウォーシップ』
プレイヤーが操作可能な攻撃機として登場。対艦ミサイル、爆弾、対空ミサイルを装備している。

## 模型（プラモデルや食玩など）
2007年8月末の時点でハセガワ（1/72、1/48）およびプラッツ（1/144）からプラモデルが発売されている。なお、プラッツの物は1/144 ワークショップシリーズとして発売されていたの未組み立ての物で、1箱に2機分の組み立てパーツが入っているが、600Galタンク以外の搭載品はすべて別売り、ハセガワの1/48の物は各種タンクとAAM-3が付属（ASM-1、ASM-2、AIM-7、各種爆弾（クラスター爆弾、Mk.82（500lb爆弾）やM117（750lb爆弾）、GCS-1）ロケット弾などは別売り）、ハセガワの1/72のみがキットのみでASM-2を4発と増槽を全て積んだF-2の再現が可能（各種爆弾とロケット弾、操縦士などは別売り）である。
アイドルマスタープロジェクトでは、双海亜美機として1/48と1/72で F-2Aが発売された（双子である双海真美機はF-16である）。
2000年の静岡ホビーショーでフジミから1/48のF-2を開発しているとして木製原型が公開されたが、その後続報はない。